# Avec l'Ensemble Vocal Marie Nodier
Albums de Tri Yann 
50 ans de scène
(2019)
Avec l'Ensemble Vocal Marie Nodier est un album studio de Tri Yann, réalisé en collaboration avec l'Ensemble Vocal Marie Nodier, sorti le 25 avril 2025. C'est le second album collaboratif du groupe à paraître (depuis La Veillée du troisième millénaire publié 27 ans plus tôt en 1998), le premier album studio publié en 9 ans depuis La Belle enchantée (le dernier album studio original sorti en avril 2016) et le premier album publié en 6 ans depuis 50 ans de scène (le dernier album live du groupe sorti en novembre 2019).

## Conception, enregistrement et sortie
Le 6 mars 2025 est annoncé la publication pour le 18 avril suivant de l'album studio "Avec l'Ensemble Vocal Marie Nodier" réalisé en collaboration avec l'ensemble vocal jurassien avec lequel Tri Yann avait donné deux concerts en église en Bourgogne-Franche-Comté en juillet 2024. La sortie de l'album est par la suite annoncée pour le 25 avril 2025. 
Par essence dépourvu de guitare électrique, de batterie et de synthétiseur, l'album propose une relecture polyphonique de quinze titres emblématiques du groupe, enrichis de nouveaux arrangements vocaux intégrant des harmonisations à trois, quatre, voire six voix. Certains morceaux sont une adaptation des polyphonies déjà existantes tandis que d’autres, initialement monodiques, sont enrichis d'une nouvelle texture vocale. Dans un souci de cohérence avec les sonorités traditionnelles du groupe, certaines parties instrumentales ont fait l'objet d'une réécriture musicale. 
L'enregistrement de l'album s'est fait en deux temps et en deux lieux : l'ensemble jurassien a d'abord enregistré au studio Triphon à Dijon puis les anciens membres du groupe que sont Christophe Peloil et Bernard Baudriller ainsi que des musiciens invités ont rejoint Pascal Mandin, l'ingénieur du son studio de Tri Yann, et les deux fondateurs historiques Jean Chocun et Jean-Louis Jossic à leur studio Marzelle de Savenay pour apporter leur contribution au projet,.

## Concerts
Pour marquer la sortie de l'album, Tri Yann et l'Ensemble Vocal Marie Nodier donneront (a priori) seulement trois grands concerts aux dates et lieux déjà annoncés : 
- le 27 juillet 2025 à Rochechouart lors du festival "Labyrinthe de la Voix" dans les allées du château[n 3],[1],[3],[5],
- le 8 février 2026 au Zénith de Nantes[3],
- le 29 mars 2026 au Liberté à Rennes[6],[7].

D'après Jean Chocun interviewé en avril 2025 par le média en ligne Parfum d'étoiles, cette initiative de l'Ensemble Vocal Marie Nodier a été décisive en cela qu'elle a permis de faire se retrouver les membres du groupe qui avait été mis à l'arrêt à la suite de la mort de Jean-Paul Corbineau et de remettre le groupe en scène, même si le groupe en tant que tel « n'existe plus ». Il précise aussi qu'à moins d'une disponibilité (très hypothétique) de tous les musiciens pour d'autres dates, le groupe et la chorale ne devraient pas donner d'autres concerts ensemble.

## Liste des titres
1. Princes qu'en mains tenez (1976)
2. Complainte Gallaise (1976)
3. Galvadeg en Tri Kant Mil Soudard (1993)
4. La Découverte ou l’lgnorance (1976)
5. Le soleil est noir (1978)
6. Song for Ye Jacobites (1972)
7. La Complainte de Yuna Madalen (1983)
8. Chanson à boire (1983)
9. Si mort a mors (1981)
10. Le Mariage insolite de Marie la Bretonne (1976)
11. Guerre, guerre, vente vent (1981)
12. Le Bagne (1995)
13. Dirty Old Town (inédit)
14. Noël guérandais (Neoa Neoa) (1976)
15. Le Loup, le Renard, la Jument de Michao (1976)

## Crédits

### Musiciens
Tri Yann
- Jean-Louis Jossic au chant,
- Jean Chocun aux chant, aux guitares et à la mandoline,
- Bernard Baudriller au chant,
- Bleunwenn Mevel au chant,
- Christophe Peloil au violon,
- Gérard Goron au mandoloncelle,
- Konan Mevel aux flûtes, aux whistles et à la contrebasse,
- Johann Collard à la basse acoustique.

Ensemble Vocal Marie Nodier
- Jean-Jacques Dorier, chef de chœur, au chant, guitare, dulcimer, psaltérion, harmonica, arrangements pour chœurs
- Esther Fels au violoncelle,
- Valérie Gasne à la harpe celtique,
- Stéphane Mauchand aux cornemuses, aux whistles et à la citole et

+ une trentaine de choristes - sopranos, alti, ténors et basses : 
- Sopranos : Marie AARNINK, Florie ECARNOT, Despina EL HANI, Valérie GASNE, Sandrine MESSAGER, Monique MILLIAT, Valérie MORAND, Magali SAMSON, Elisabeth SEILLERY
- Alti : Dominique BONNEVIE, Marie-Noëlle BOURCIER, Esther FELS, Brigitte FERRY-DAESCHLER, Pascale GUIGON, Dominique MARIE, Sylviane PERRET, Marie-Odile RAMELET, Maryline VICERIAL
- Ténors : Jean-Luc BONNET, Dominique GROS, Jean-Luc GUIGON, Louis JOLY, Christian MESSAGER, Thomas MORAND, Michel TROSSAT
- Basses : David AEBISCHER, Dominique CHARLOT, Charles COUDRE, Frédéric MAINGUET, Christophe RACLE

### Enregistrement
- Studio Triphon à Dijon ; ingénieur du son : Robin Mory
- Studio Marzelle à Savenay ; ingénieur du son : Pascal Mandin
- Copiste : Clémentin Bonjour